# 高崖镇 (千阳县)
高崖镇，是中华人民共和国陕西省宝鸡市千阳县下辖的一个乡镇级行政单位。

## 行政区划
高崖镇下辖以下地区：
高明村、羊头庙村、阳川寺村、腰崖村、普社村、东庄村、坪上村、雪白店村、店沟村和柳沟村。